# Flugunfall einer Swearingen Metro der Aviation Services bei Hartford 1993
Beim Flugunfall einer Swearingen Metro der Aviation Services bei Hartford 1993 stürzte am 17. August 1993 eine auf einem Positionierungsflug vom Farmington Republic Field, New York zum Hartford-Brainard Airport, Connecticut befindliche Fairchild Swearingen SA226-TC Metro II in den Connecticut River. Bei dem Unfall kamen beide Insassen ums Leben. Der Unfall ereignete sich, nachdem ein Durchstarten eingeleitet wurde, da die Piloten vergessen hatten, das Fahrwerk für die Landung auszufahren und die Rumpfunterseite über die Landebahn schleifte.  

## Maschine
Das Flugzeug war eine 1977 gebaute Fairchild Swearingen SA226-AT Metro II mit der Werknummer TC-231. Im Mai 1977 wurde die Maschine an die Scenic Airlines erstausgeliefert, bei der sie mit dem Luftfahrzeugkennzeichen N65SA in Betrieb ging. Im Jahr 1980 kaufte die Inland Empire Airlines die Maschine. Im August 1987 wurde die Maschine an die Pacifica Air verkauft, welche die Metro mit dem neuen Kennzeichen ZK-MES wiederzuließ. Im September 1988 wurde die Maschine an die Air Nelson weiterverkauft. Am 28. April 1990 kaufte das Unternehmen OKC Aircraft Sales die Maschine und registrierte sie mit dem neuen Kennzeichen N220KC. Bradley Flying Service Inc. aus Wethersfield, Connecticut erwarb die Maschine im Juli 1990. Das zweimotorige Regionalverkehrsflugzeug war mit zwei Turboproptriebwerken des Typs Garrett TPE331-3U ausgestattet. Bis zum Zeitpunkt des Unfalls hatte die Maschine 16.710 Betriebsstunden absolviert.

## Insassen und Flugzweck
Mit der Maschine wurde ein Positionierungsflug durchgeführt. Aus diesem Grund befand sich lediglich eine zweiköpfige Besatzung an Bord, die aus einem Flugkapitän und einem Ersten Offizier bestand. Der 29-jährige Flugkapitän Scott Cobble verfügte über 4.200 Stunden Flugerfahrung, wovon er 600 Stunden in Maschinen des Typs Swearingen Metro absolviert hatte. Erster Offizier auf dem Flug war Gary Payne.

## Unfallhergang
Die Maschine befand sich im Endanflug auf die Landebahn 02 des Flughafens Hartford-Brainard. Die Piloten vergaßen, für die Landung das Fahrwerk auszufahren, auch ertönte kein akustischer Warnton, da die Sicherung für das Warnhorn gezogen war, um Fehlalarme zu vermeiden, zu denen es in der Vergangenheit bei Hochgeschwindigkeitssinkflügen gekommen war. Die Propellerblätter bekamen bei einer Geschwindigkeit von 96 Knoten Bodenkontakt mit der Landebahnoberfläche. Die Piloten versuchten noch, ein Durchstarten einzuleiten, bei dem jedoch die Geschwindigkeit um weitere zehn Knoten sank. Die Maschine überflog noch eine Steinmauer, stürzte jedoch aufgrund des Strömungsabrisses in das Wasser des Connecticut River und versank. Bei dem Aufprall starben die beiden Piloten.

## Ursache
Das National Transportation Safety Board übernahm nach dem Unfall die Ermittlungen zur Unfallursache. Die Ermittler kamen zu dem Schluss, dass der Unfall durch das Versäumnis des Ersten Offiziers, die Checkliste für die Landung abzuarbeiten und sein daraus folgendes Versäumnis, das Fahrwerk für die Landung auszufahren, verursacht worden war, ebenso wie durch sein Versäumnis, eine adäquate Fluggeschwindigkeit zu halten. Dem Flugkapitän legten die Ermittler zur Last, den Flug nicht ordentlich überwacht und keine rechtzeitigen Gegenmaßnahmen ergriffen zu haben.